# Меріон Джонс
Меріон Лоїс Джонс (*12 жовтня 1975), також відома як Меріон Джонс-Томпсон — американська ораторка, тренерка й коуч, колишня легкоатлетка й баскетболістка. Колишня чемпіонка світу з легкої атлетики. Виграла три золоті та дві бронзові медалі на літніх Олімпійських іграх 2000 року в Сіднеї, Австралія, але позбавлена медалей після зізнання в брехні слідчим щодо своїх знань про препарати для підвищення ефективності.
Джонс була однією із найвідоміших спортсменок, причетних до скандалів з BALCO. Скандал із вживанням психоактивних речовин, що підвищують працездатність, торкнувся понад 20 спортсменів вищого рівня, включаючи штовхача ядра Сі Джея Гантера і спринтера на 100 метрів Тіма Монтгомері.
Джонс грала в студентський баскетбол за команду North Carolina Tar Heels, де виграла чемпіонат NCAA у 1994 році. Пізніше зіграла два сезони в професійному баскетболі в Національній жіночій баскетбольній асоціації в якості розігруючої захисниці Талса Шок.

## Молодість і освіта
Меріон Лоїс Джонс народилася в Лос-Анджелесі в родині Джорджа та Маріон Джонсів (родом з Белізу). Має подвійне громадянство США та Белізу. Її батьки розлучилися, коли вона була зовсім малою, і через три роки її мати одружилася з поштовим працівником на пенсії Айрою Толером. Толер був вітчимом Джонс та її старшого зведеного брата, Альберта Келлі; він раптово помер у 1987 році. Джонс зацікавилася спортом як способом виходу зі свого горя: біг, ігри в баскетбол та будь-що інше, чим займався її брат Альберт. У 15 років вона регулярно перемагала в каліфорнійській школі з легкої атлетики як на доріжці, так і на баскетбольному майданчику.
Джонс закінчила Університет Північної Кароліни (UNC) 1997 року.

## Особисте життя
Під час навчання в університеті Джонс познайомилася і почала зустрічатися з одним із тренерів з легкої атлетики, штовхальником ядра Сі Джеєм Гантером. Гантер добровільно звільнився зі своєї посади в університеті, щоб виконати вимоги університетських правил, які забороняють зустрічатися тренеру і спортсменці. Вони одружилися 3 жовтня 1998 року. В цей час вони розпочали підготовку до літніх Олімпійських ігор у Сіднеї 2000 року.
Напередодні Олімпіади 2000 року Джонс заявила, що має намір виграти золоті медалі у всіх п'яти змаганнях у Сіднеї. Гантер знявся зі змагань зі штовхання ядра через травму коліна, хоча йому дозволили зберегти свої тренерські повноваження та відвідувати ігри, щоб підтримати дружину. Однак через кілька годин після того, як Меріон Джонс виграла свою першу із запланованих п’яти золотих нагород, Міжнародний олімпійський комітет (МОК) оголосив, що Гантер провалив чотири передолімпійські тести на наркотики, щоразу виявляючи позитивний результат на заборонений анаболічний стероїд нандролон. Гантера негайно відсторонили від будь-якої ролі в іграх у Сіднеї і наказали здати повноваження тренера на полі. На пресконференції, де Гантер розплакався, він заперечував, що приймав будь-які препарати для підвищення продуктивності, а тим більше нандролон, який легко виявити. Пізніше Джонс напише в автобіографії Маріон Джонс: Життя на швидкому шляху, що позитивні тести Гантера на наркотики зашкодили їхньому шлюбу та її іміджу спортсменки, яка не вживає наркотиків. Пара розлучилася у 2002 році.
28 червня 2003 року Джонс народила сина Тіма Монтгомері-молодшого від свого тодішнього партнера Тіма Монтгомері, спринтера світового рівня. Через вагітність Джонс пропустила Чемпіонат світу 2003 року, але витратила рік на підготовку до Літніх Олімпійських ігор 2004 року. Антидопінгове агентство США (USADA) у рамках розслідування допінгового скандалу BALCO висунуло Монтгомері звинувачення в отриманні та використанні заборонених препаратів, що підвищують працездатність. USADA вимагало чотирирічної дискваліфікації Монтгомері. Монтгомері боровся проти заборони, але програв апеляцію 13 грудня 2005 року, отримавши дворічну дискваліфікацію з легкої атлетики; Спортивний арбітражний суд також позбавив Монтгомері всіх результатів, рекордів і медалей, починаючи з 31 березня 2001 року. Пізніше Монтгомері оголосив про завершення кар'єри.
24 лютого 2007 року Джонс одружилася з барбадоським спринтером та бронзовим призером Олімпіади-2000 на дистанції 100 метрів Обаделе Томпсоном. Народила двох дітей. Розлучилася у 2017 році. Зараз Джонс проживає в Остіні, штат Техас, зі своїм давнім партнером.
У 2010 році Джонс випустила книгу На правильному шляху: від олімпійського падіння до пошуку прощення та сили для подолання та успіху, опубліковану Simon & Schuster. Зараз Джонс є ораторкою, тренеркою і коучем. У 2024 році Джонс у партнерстві з Driven Inc запустила Driven performance, який зосереджується на формуванні навичок стійкості за допомогою коучингу та фізичної підготовки.

## Спортивна кар'єра

### Легка атлетика
У середній школі Джонс чотири роки поспіль вигравала змагання штату Каліфорнія CIF у спринті на 100 метрів, представляючи школу Rio Mesa перші два роки та середню школу Thousand Oaks останні два. Її успішно захистив адвокат Джонні Кокран за звинуваченням у пропуску рутинного тесту на наркотики. Три роки поспіль вона була обрана гравцем року Gatorade з легкої атлетики, один раз у Rio Mesa та двічі в Thousand Oaks. У 1991 і 1992 роках вона була Спортсменом року в середній школі в номінації з легкої атлетики за версією журналу Track and Field News. Вона була третьою спортсменкою, яка здобула цей титул двічі, після Анджели Бернхем із середньої школи Ріо-Меса, яка була другою, хто здобув цей титул двічі.
Джонс запросили взяти участь в Олімпійських змаганнях 1992 року, і після її виступу у фіналі на дистанції 200 метрів вона мала б стати запасною в команді на естафеті 4 × 100 метрів, але вона відхилила запрошення. Після подальших перемог у спринті штату вона отримала повну стипендію в Університеті Північної Кароліни з баскетболу, де допомогла команді виграти чемпіонат NCAA вже на першому курсі.

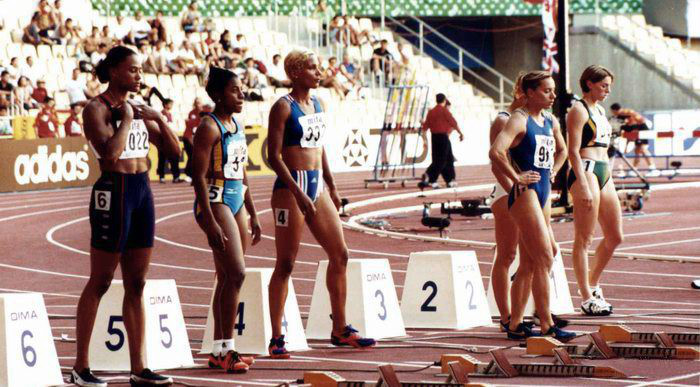
Меріон Джонс (крайня зліва) під час Чемпіонату світу з легкої атлетики 1999 року

Вона відзначилася на своїх перших великих міжнародних змаганнях, вигравши спринт на 100 метрів на Чемпіонаті світу з легкої атлетики 1997 року в Афінах, а також фінішувала 10-ю на стрибках у довжину. На Чемпіонаті світу з легкої атлетики 1999 року Джонс намагалася виграти чотири титули, але травмувалася на дистанції 200 м після золотої медалі на 100 м і бронзи в стрибках у довжину.
На Олімпіаді в Сіднеї Джонс завоювала три золоті медалі (спринт на 100 і 200 метрів, естафета 4 × 400 м) і дві бронзові медалі (стрибки в довжину та естафета 4 × 400 м). Однак пізніше її позбавили цих медалей після того, як вона зізналася в тому, що вживала препарати для підвищення продуктивності. Джонс категорично заперечувала використання препаратів для підвищення працездатності до свого зізнання у 2007 році.
Фаворитка в жіночому спринті Джонс була засмучена, коли на 100 м спринті на Чемпіонаті світу з легкої атлетики 2001 року українка Жанна Пінтусевич-Блок перемогла її. Це була перша поразка в цій категорії за шість років; Пінтусевич-Блок було одним з імен, розкритих Віктором Конте під час скандалів BALCO. Джонс, однак, претендувала на золото в естафетах на 200 м і 4х100 м.
Про свій досвід Літніх Олімпійських ігор 2004 року Джонс сказала: «Це надзвичайно розчаровує, словами неможливо передати це взагалі». Вона посіла п’яте місце у стрибках у довжину та брала участь у змаганнях на естафеті 4x100 серед жінок, де команда пройшла поза конкуренцією у попередньому заїзді лише для того, щоб пропустити передачу естафети та фінішувати останньою у фінальній гонці. Джонс пообіцяла, що її остання поразка не буде кінцем її олімпійських зусиль, і в травні 2005 року підтвердила, що виграш золотої медалі на Олімпіаді 2008 залишається її «кінцевою метою».
У травні 2006 року Джонс перемогла Вероніку Кемпбелл-Браун і Лорін Вільямс у бігу на 100 м. До 8 липня 2006 року Джонс, здавалося, була у найкращій формі; вона виграла 100 м спринт на Газ де Франс із часом 10,93 с. Це був її найшвидший результат майже за чотири роки. Через три дні Джонс ще раз покращила свій сезонний найкращий час на Римській Золотій лізі IIAF (10,91 с), але поступилася Шерон Сімпсон з Ямайки, яка показала 10,87 с.

### Національна жіноча баскетбольна асоціація (WNBA)
У листопаді 2009 року Джонс тренувалася в San Antonio Silver Stars WNBA. Вона грала в баскетбол під час навчання в університеті Північної Кароліни, коли її команда виграла національний чемпіонат у 1994 році. Її футболка № 20, яку шанує університет, висить у залі Кармайкла. Вона була обрана у третьому раунді драфту WNBA 2003 року в команду Фенікс Мерк'юрі. 10 березня 2010 року команда Tulsa Shock оголосила, що Джонс, новачок, підписала контракт на гру з командою. Джонс дебютувала 15 травня в першій грі Tulsa Shock на арені BOK Center проти Minnesota Lynx. 22 серпня 2010 року вона вперше вийшла в стартовому складі й набрала найкращий результат у кар'єрі WNBA 15 очок у перемозі проти Chicago Sky. У 47 іграх WNBA Джонс набирала у середньому 2,6 очка та 1,3 підбирання за гру. Tulsa Shock 21 липня 2011 року звільнив Джонс.

## ФільмМаксимальна швидкість
Джонс знялася у фільмі Максимальна швидкість 2003 року разом з іншими фахівцями зі швидкості (гонщик Лукас Лур, байкерка на гірських велосипедах Марла Стреб і дизайнер Porsche Cayenne Стівен Муркетт). Фільм, знятий у форматі IMAX режисером Грегом МакГіллівреєм, охоплює подробиці від перегонів до помилок, допущених під час своїх виступів.

## Вживання заборонених препаратів для підвищення працездатності
Протягом більшої частини спортивної кар’єри, включаючи дві Олімпіади та кілька чемпіонатів, Джонс звинувачували, прямо чи опосередковано, у прийманні препаратів для підвищення продуктивності. Ці звинувачення почалися в середній школі на початку 1990-х років, коли вона пропустила випадковий тест на наркотики й, як наслідок, була чотири роки відсторонена від змагань з легкої атлетики. Неповнолітня Джонс стверджувала, що вона ніколи не отримувала листа з повідомленням про необхідний тест; і адвокату Джонні Кокрану вдалося скасувати чотирирічну заборону. Джонс, як правило, тренувалася як з тренерами, так і зі спортсменами, які самі були переслідувані чутками та звинуваченнями щодо препаратів для підвищення ефективності. І до 2007 року Джонс заперечувала майже всіма можливими способами та майже в усіх місцях, де виникало питання, що вона причетна до покращувачів продуктивності. Часто говорила, що ніколи не давала позитивного результату на речовини, які підвищують продуктивність.

### Розслідування BALCO
3 грудня 2004 року Віктор Конте, засновник BALCO, дав інтерв'ю Мартіну Баширу на телеканалі ABC. В інтерв'ю Конте розповів національній аудиторії, що він особисто дав Джонс чотири різні заборонені препарати для підвищення продуктивності до, під час і після Олімпійських ігор у Сіднеї 2000 року. У ході розслідування репортери із Сан-Франциско Ленс Вільямс і Марк Файнару-Вада повідомили, що Джонс отримувала заборонені препарати від BALCO, посилаючись на документальні докази та свідчення колишнього чоловіка Джонс Сі Джея Гантера.
антера, який стверджує, що бачив, як Джонс робила собі ін’єкції зі стероїдами у живіт.
Згідно зі свідченнями Гантера у 2004 році перед федеральним великим журі, Джонс вживала заборонені препарати задовго до Сіднея. Гантер сказав слідчим, що Джонс вперше отримала EPO (еритропоетин) від Грема, який, за словами Гантера, мав зв'язок з Мексикою щодо препарату. Пізніше, за словами Гантера, Грем познайомився з Конте, який почав забезпечувати тренера «харчовими добавками» BALCO, які насправді були експериментальним класом «дизайнерських» стероїдів, які, як кажуть, не можна було виявити за допомогою доступних на той час процедур перевірки на наркотики. Потім Грем роздав підсилювачі продуктивності Джонс та іншим спортсменам Sprint Capitol. Згодом Гантер повідомив федеральним агентам, що Джонс почала отримувати наркотики безпосередньо від Конте.
Джонс ніколи не проходила тест на наркотики за чинними на той час процедурами тестування, і було виявлено недостатньо доказів для висунення звинувачень щодо інших неперевірених препаратів для підвищення ефективності.

### Тест EPO 2006
The Washington Post, посилаючись на невстановлені джерела, які були обізнані з результатами застосування препаратів на Чемпіонаті США з легкої атлетики в Індіанаполісі, повідомила, що 23 червня 2006 року зразок «А» сечі Меріон Джонс дав позитивний результат на еритропоетин (EPO), заборонений до використання підсилювач. Джонс відмовилася від зустрічі Weltklasse Golden League у Швейцарії, пославшись на "особисті причини", і знову заперечила вживання препаратів для підвищення продуктивності. Вона найняла адвоката Говарда Джейкобса, який представляв інтереси багатьох спортсменів у справах про допінг, зокрема Тіма Монтгомері та велогонщика Флойда Лендіса. 6 вересня 2006 року адвокати Джонс оголосили, що її проба «B» показала негативний результат, що зняло її звинувачення у допінгу.

### Визнання брехні під час розслідування BALCO
5 жовтня 2007 року Джонс зізналася, що збрехала федеральним агентам під присягою про вживання стероїдів перед Літніми Олімпійськими іграми 2000 року та визнала себе винною в Окружному суді Південного округу Нью-Йорка (у Вайт-Плейнс). Вона зізналася судді Кеннету М. Карасу, що зробила неправдиві заяви щодо BALCO та справи про шахрайство з чеками. Її звільнили під підписку про невиїзд, але від неї вимагали здати паспорти США та Белізу до винесення вироку в січні. Попри те, що максимальний термін покарання може бути призначений як 5 років, обвинувачення рекомендувало покарання не більше шести місяців у рамках угоди про визнання провини Джонс.
Після свого визнання Джонс того ж дня провела пресконференцію, на якій публічно зізналася, що вживала стероїди перед Олімпіадою, і визнала, що вона насправді збрехала, коли раніше заперечувала використання стероїдів у заявах для преси, різних спортивних агентств, а також двом великим журі. У результаті цих визнань Джонс погодилася на дворічне відсторонення від змагань з легкої атлетики, видане USADA, і оголосила про завершення кар'єри у легкій атлетиці. Під час пресконференції вона розплакалася, коли перепрошувала за свої дії, сказавши: "І тому я з великим соромом стою перед вами й кажу вам, що я зрадила вашу довіру... і ви маєте право злитися на мене, я підвела свою країну".
USADA заявило, що їхня санкція «також вимагає дискваліфікації всіх її змагальних результатів, отриманих після 1 вересня 2000 року, і конфіскацію всіх медалей, результатів, балів і призів». 11 січня 2008 року Джонс була засуджена до шести місяців в'язниці. Вона почала відбувати покарання 7 березня 2008 р. і була звільнена 5 вересня 2008 р.
У справі BALCO вона заперечила федеральним агентам, що вживала стероїд тетрагідрогестринон, відомий як The Clear або THG, з 1999 року, але стверджувала, що вона приймала добавку з лляною олією протягом двох років, тоді як тренер Тревор Грем постачав їй речовину. У листі, опублікованому в жовтні 2007 року, Джонс сказала, що вона використовувала речовину, яку їй дали, описану як лляна олія, яка пізніше була підтверджена як The Clear, поки вона не припинила тренуватися з Гремом наприкінці 2002 року. Вона сказала, що збрехала, коли її допитували федеральні агенти у 2003 році, тому що вона запанікувала, коли їй дали зразок The Clear.

### Олімпійський комітет США вимагає повернути олімпійські медалі
Пітер Юберрот, голова Олімпійського комітету США, відреагував на новини про зізнання Джонс і провину за звинуваченнями в неправдивих свідченнях, випустивши заяву, в якій закликав Джонс «негайно ... повернути олімпійські медалі, які вона виграла, змагаючись з порушенням правил». Юберрот додав, що її визнання було «давно пора і підкреслює сором і безчестя, які притаманні обману». Президент IAAF Ламін Діак сказав у своїй заяві: "Маріон Джонс запам'ятається як одна із найбільших шахрайок в історії спорту".
8 жовтня 2007 року джерело підтвердило, що Меріон Джонс віддала свої п'ять медалей з Літніх Олімпійських ігор 2000 року. У той же день Юберрот заявив, що всі медалі в естафеті повинні бути повернуті, а 10 квітня 2008 року МОК проголосував також за позбавлення медалей у товаришів по команді Джонс в естафеті , хоча це рішення було успішно оскаржено сімома товаришами по команді Джонс і скасовано у 2010 році.

### Офіційна дискваліфікація МОК
12 грудня 2007 року МОК офіційно позбавив Джонс усіх п'яти олімпійських медалей, починаючи з вересня 2000 року, і заборонив їй відвідувати Літні Олімпійські ігри 2008 року за будь-яких умов. Рішення МОК також офіційно дискваліфікували Джонс з її п'ятого місця у стрибках у довжину на Літніх Олімпійських іграх 2004 року.
28 жовтня 2008 року Джонс дала інтерв'ю Опрі Вінфрі та заявила, що виграла б золото на Олімпіаді в Сіднеї без наркотиків, які привели її до ганьби.

### Фінансові негаразди
Через сім років після виграшу рекордних п'яти олімпійських медалей серед жінок і отримання багатомільйонних угод про підтримку Джонс розорилася. Згідно з даними Associated Press, Джонс мала значні борги. У 2006 році банк конфіскував її особняк вартістю 2,5 мільйона доларів в Апексі, штат Північна Кароліна. У роки свого розквіту Джонс була однією з перших жінок-мільйонерів зі спорту, зазвичай заробляючи від 70 000 до 80 000 доларів США за перегони, плюс щонайменше ще 1 мільйон доларів від бонусів за перегони та угод про підтримку.

### Участь у шахрайстві з чеками
У липні 2006 року Джонс була пов'язана зі схемою підробки чеків, яка призвела до кримінальних звинувачень проти її тренера та колишнього бойфренда Монтгомері. Документи показали, що чек на суму 25 000 доларів, виданий Джонс, був покладений на її банківський рахунок у рамках передбачуваної багатомільйонної схеми. Прокуратура стверджувала, що кошти були відправлені тренеру Джонс з легкої атлетики, золотому медалісту Олімпійських ігор 1976 року Стіву Ріддіку у Вірджинію, а потім повернулися до Нью-Йорка через мережу «друзів, родичів і партнерів». Ріддіка заарештували в лютому за звинуваченням у відмиванні грошей. Згідно з обвинуваченням і подальшими документами, поданими до суду, зв'язок з Джонс був зроблений через одного з ділових партнерів Ріддіка, Натаніеля Александра.
5 жовтня 2007 року Джонс визнала себе винною у наданні неправдивих свідчень спеціальному агенту IRS Джеффу Новіцкі, який очолював поточне розслідування BALCO в Каліфорнії. Джонс стверджувала, що ніколи не приймала препарати для підвищення працездатності. «Це була брехня, ваша честь», — сказала вона за столом захисту. Федеральний уряд через журі присяжних розслідував зловживання стероїдами з 2003 року.
Джонс також визнала себе винною у неправдивих заявах про схему переведення чеків у готівку спеціальному агенту Міністерства національної безпеки США Еріку Розенблату в Нью-Йорку, який очолював широке фінансове розслідування, яке вже засудило Монтгомері, спортивного агента Чарльза Уеллса та її тренера Стіва Ріддіка.

### Призначення кримінального покарання

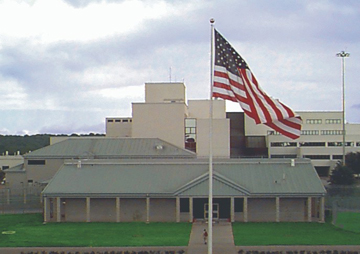
Федеральний медичний центр, Карсвелл, де Джонс була ув'язнена

Прокурори сказали окружному судді США Кеннету Карасу, що будь-який вирок від умовного терміну до шести місяців позбавлення волі буде справедливим (з максимальним покаранням у вигляді п'яти років позбавлення волі); Карас у відповідь запитав поради щодо того, чи може він перевищити шестимісячний термін. Тим часом адвокати Джонс просили обмежити її покарання умовним терміном і громадськими роботами, стверджуючи, зокрема, що вона була достатньо покарана публічними вибаченнями, відходом з легкої атлетики та відмовою від своїх п'яти олімпійських медалей.
11 січня 2008 року Карас засудив Джонс до шести місяців тюремного ув'язнення за її участь у справі про шахрайство з чеками та використання нею препаратів для підвищення працездатності. Під час слухання вироку суддя попередив її, сказавши, що вона знає, що робила, і буде покарана відповідно. «Злочини тут серйозні. Кожне з них стосується брехні, зробленої з інтервалом у три роки», — сказав Карас, додавши, що дії Джонса були «не одноразовою помилкою...а повторенням у спробі порушити закон».
Джонс мала почати відбувати покарання 15 березня 2008 року. Вона з’явилася на чотири дні раніше, 11 березня, у Федеральний медичний центр у в’язниці Карсвелл у Форт-Верті, і їй було присвоєно реєстраційний номер Федерального бюро в’язниць 84868–054. Вона була звільнена з місця позбавлення волі 5 вересня 2008 року.

## Статистика

### Легка атлетика

#### Особисті рекорди
| Дата                 | Подія             | Місце проведення              | Продуктивність  |
| -------------------- | ----------------- | ----------------------------- | --------------- |
| 12 вересня 1998 року | 100 м             | Йоганнесбург, Південна Африка | 10,65А          |
| 22 серпня 1999 року  | 100 м             | Севілья, Іспанія              | 10.70           |
| 11 вересня 1998 року | 200 м             | Йоганнесбург, Південна Африка | 21,62А          |
| 13 серпня 1997 року  | 200 м             | Цюріх, Швейцарія              | 21.76           |
| 22 квітня 2001 року  | 300 м             | Волнат, Каліфорнія            | 35,68           |
| 16 квітня 2000 року  | 400 м             | Волнат, Каліфорнія            | 49,59           |
| 31 травня 1998 року  | Стрибок у довжину | Юджин, Орегон                 | 7,31 (23' 11¾") |

#### Індивідуальні досягнення
| Рік             | Змагання                                       | Місто                                         | Місце           | Примітки           |                         |
| Представляє США | Представляє США                                | Представляє США                               | Представляє США | Представляє США    | Представляє США         |
| --------------- | ---------------------------------------------- | --------------------------------------------- | --------------- | ------------------ | ----------------------- |
| 1992            | Чемпіонат світу з легкої атлетики серед молоді | Сеул, Південна Корея                          | 5               | 100 м              | 11.58 (вітер: +0.3 м/с) |
| 1992            | Чемпіонат світу з легкої атлетики серед молоді | Сеул, Південна Корея                          | 7               | 200 м              | 24.09 (вітер: +0.3 м/с) |
| 1992            | Чемпіонат світу з легкої атлетики серед молоді | Сеул, Південна Корея                          | 2               | 4 × 100 m естафета | 44.51                   |
| 1997            | Чемпіонат світу з легкої атлетики              | Афіни, Греція                                 | 1               | 100 м              | 10.83                   |
| 1997            | Чемпіонат світу з легкої атлетики              | Афіни, Греція                                 | 10              | Стрибок у довжину  | 6.63 м                  |
| 1998            | Чемпіонат світу з легкої атлетики              | Йоханнесбург, Південно-Африканська Республіка | 1               | 100 м              | 10.65A                  |
| 1998            | Чемпіонат світу з легкої атлетики              | Йоханнесбург, Південно-Африканська Республіка | 1               | 200 м              | 21.62A                  |
| 1998            | Чемпіонат світу з легкої атлетики              | Йоханнесбург, Південно-Африканська Республіка | 2               | Стрибки в довжину  | 7.00A (22' 11¾")        |
| 1999            | Чемпіонат світу з легкої атлетики              | Севілья, Іспанія                              | 1               | 100 м              | 10.70                   |
| 1999            | Чемпіонат світу з легкої атлетики              | Севілья, Іспанія                              | 3               | Стрибки в довжину  | 6.83 м                  |
| 2000            | Літні Олімпійські ігри                         | Сідней, Австралія                             | дк              | 100 м              | 10.75                   |
| 2000            | Літні Олімпійські ігри                         | Сідней, Австралія                             | дк              | 200 м              | 21.84                   |
| 2000            | Літні Олімпійські ігри                         | Сідней, Австралія                             | дк              | Стрибки в довжину  | 6.92 (22' 8½")          |
| 2001            | Чемпіонат світу з легкої атлетики              | Едмонтон, Канада                              | дк              | 100 м              | 10.85                   |
| 2001            | Чемпіонат світу з легкої атлетики              | Едмонтон, Канада                              | дк              | 200 м              | 22.39                   |
| 2002            | IAAF Кубок світу                               | Мадрід, Іспанія                               | дк              | 100 м              | 10.90                   |
| 2004            | Літні Олімпійські ігри                         | Афіни, Греція                                 | дк              | Стрибки в довжину  | 6.85 м                  |
| 2004            | Літні Олімпійські ігри                         | Афіни, Греція                                 | дк              | 4 × 100 м          | DNF                     |

- Антидопінгове агентство Сполучених Штатів позбавило Джонс усіх медалей, очок і результатів, отриманих після 1 вересня 2000 року, після того, як вона зізналася, що вживала стероїди для підвищення продуктивності перед Літніми Олімпійськими іграми 2000 року[64].

#### Нагороди
- Всесвітня нагорода з легкої атлетики

Спортсмен року світу (жінки): 1997, 1998

### WNBA

#### Регулярний сезон
| Сезон           | Команда             | GP | GS | MPG | FG%  | 3P%  | FT%  | RPG | APG | SPG | BPG | TO  | PPG |
| --------------- | ------------------- | -- | -- | --- | ---- | ---- | ---- | --- | --- | --- | --- | --- | --- |
| 2010 Сезон WNBA | Команда Tulsa Shock | 33 | 1  | 9.4 | 52.5 | 25.0 | 59.5 | 1.6 | 0.6 | 0.5 | 0.2 | 0.7 | 3.4 |
| 2011 WNBA       | Команда Tulsa Shock | 14 | 0  | 6.5 | 19.0 | 0.0  | 50.0 | 0.4 | 0.2 | 0.5 | 0.1 | 0.4 | 0.7 |
| Кар'єра         | 2 роки, 1 команда   | 47 | 1  | 8.6 | 45.5 | 16.7 | 58.7 | 1.3 | 0.5 | 0.5 | 0.2 | 0.6 | 2.6 |

### Північна Кароліна
Джерело:
| рік     | команда           | GP              | Очки            | FG%             | 3P%             | FT%             | RPG             | ПНГ             | САУ             | BPG             | PPG             |
| 1993–94 | Північна Кароліна | 35              | 494             | 52,9%           | 28,0%           | 71,3%           | 4.1             | 3.0             | 3.2             | 0,8             | 14.1            |
| 1994–95 | Північна Кароліна | 35              | 628             | 52,5%           | 29,8%           | 65,5%           | 5.0             | 4.8             | 3.5             | 0,9             | 17.9            |
| 1995–96 | Північна Кароліна | не брала участі | не брала участі | не брала участі | не брала участі | не брала участі | не брала участі | не брала участі | не брала участі | не брала участі | не брала участі |
| 1996–97 | Північна Кароліна | 32              | 594             | 53,6%           | 26,7%           | 65,7%           | 4.7             | 4.1             | 3.1             | 0,6             | 18.6            |
| Кар'єра |                   | 102             | 1716 рік        | 53,0%           | 28,4%           | 67,0%           | 4.6             | 4.0             | 3.3             | 0,8             | 16.8            |